# Domov pro seniory

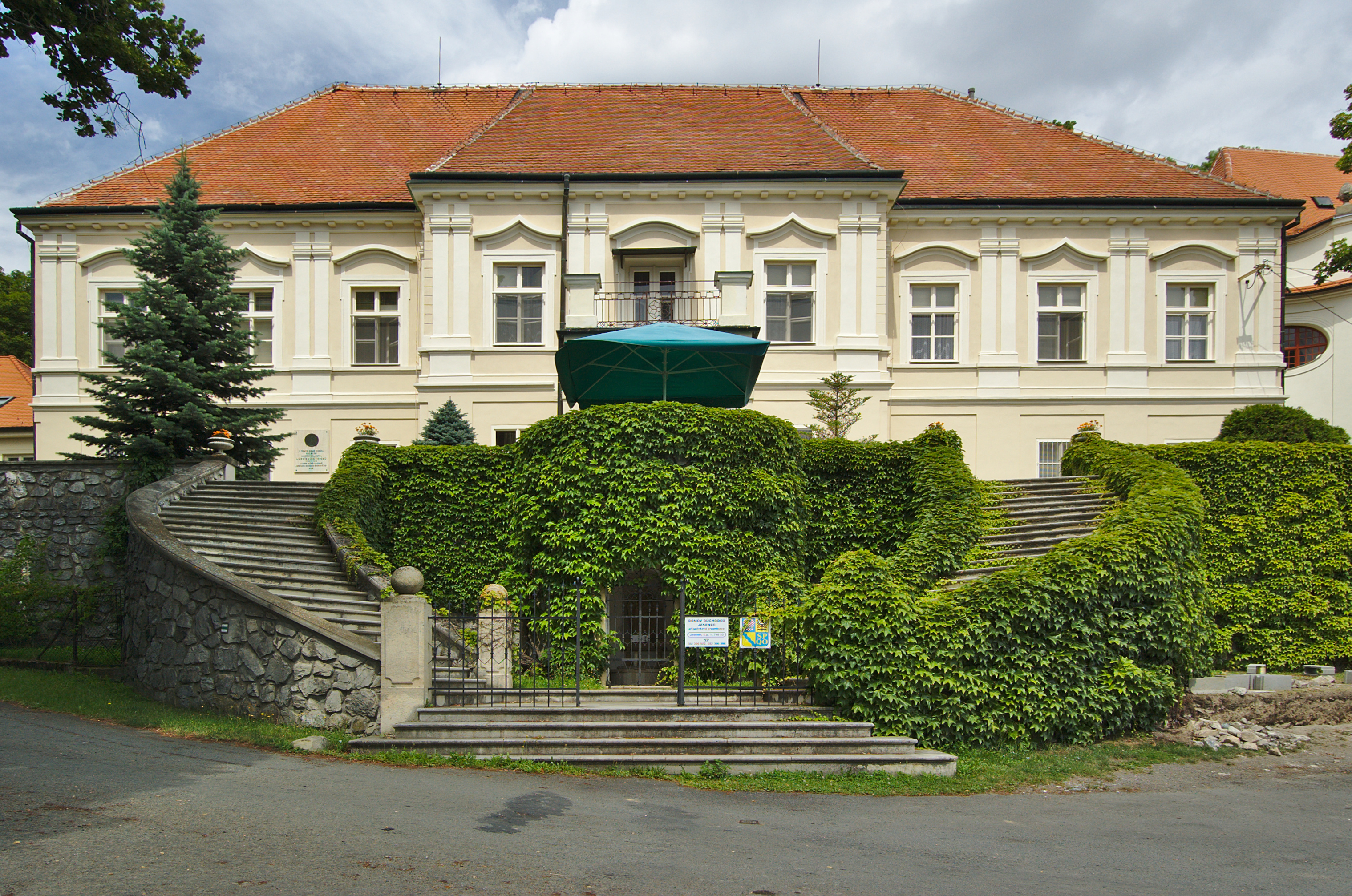
Zámek Jesenec sloužící jako domov pro seniory

Domov pro seniory (dříve domov důchodců, či též starobinec) je druh pobytové sociální služby, která je určena seniorům (osobám nad 65 let věku).

## Obecný popis
Domov pro seniory je obvykle určen osobám, které potřebují trvalou pomoc druhé osoby z důvodu snížené soběstačnosti. V ideálním případě by měl klientům trvale či dočasně nahradit domov. Domovy pro seniory jsou služby sociální péče, která má za cíl osobám zajistit fyzickou a psychickou soběstačnost. Cílem je umožnit v co největší míře zapojení do běžného života; v případě, že to vylučuje jejich zdravotní stav, domov pro seniory zajistí důstojné prostředí a zacházení. Pobyt v domově pro seniory je placenou sociální službou.

## Podmínky přijetí do domova pro seniory
Podmínky pro přijetí do domova pro seniory jsou téměř ve všech zařízeních podobné. Základem je podat žádost o umístění a doložit vyjádření ošetřujícího lékaře o zdravotním stavu klienta. Při nástupu do domova pro seniory uzavírá klient se zařízením smlouvu o poskytnutí služby sociální péče v domově pro seniory. Tato smlouva obsahuje práva a povinnosti obou smluvních stran a obsahuje náležitosti jako určení smluvních stran, rozsah poskytovaných sociálních služeb, ustanovení o ubytování, stravování a péči, fakultativní činnosti, místo a čas poskytování sociální služby, výše úhrady za sociální službu a způsob jejího placení, ujednání o dodržování vnitřních pravidel stanovených poskytovatelem pro poskytování sociálních služeb, výpovědní důvody a výpovědní lhůty, doba platnosti smlouvy, podpisy klienta a poskytovatele. Smlouva musí být písemná a vyhotovena ve dvou exemplářích, lze ji měnit či zrušit opět pouze písemně. Obsahuje také prohlášení o tom, že smlouva byla uzavřena na základě svodné vůle a obě strany jsou srozuměny s jejím obsahem, který stvrzují svým podpisem. Obě strany tímto právním aktem nabývají práva a povinnosti vyplývající ze smlouvy.

## Poskytované služby
Domovy pro seniory poskytují služby podle zákona o sociálních službách. Tyto služby zahrnují poskytnutí ubytování, úklid, praní osobního a ložního prádla a žehlení. Dále je to poskytnutí celodenní stravy odpovídající věku, zásadám racionální výživy a potřebám dietního stravování v počtu minimálně tří jídel denně. Dále zajišťují pomoc při zvládání běžných úkonů péče o vlastní osobu jako je pomoc při oblékání a svlékání, pomoc při přesunu na lůžko nebo vozík, vstávání z lůžka, změna poloh, pomoc při podání jídla a pití, pomoc v prostorové orientaci či samostatném pohybu. Dále je to pomoc při osobní hygieně nebo poskytnutí podmínek pro osobní hygienu jako jsou úkony osobní hygieny, základní péče o vlasy a nehty a pomoc při použití toalety. Domovy pro seniory dále mohou zprostředkovat kontakt se společenským prostředím, jako je využívání dostupných služeb a zdrojů, pomoc při obnovení nebo upevnění kontaktu s rodinou. V domovech pro seniory jsou uskutečňovány sociálně terapeutické činnosti, které vedou k rozvoji nebo udržení osobních a sociálních schopností a dovedností. Jsou to aktivizační činnosti, které zahrnují volnočasové a zájmové aktivity, pomoc při obnovení nebo upevnění kontaktu s přirozeným sociálním prostředím a nácvik a upevňování motorických, psychických a sociálních schopností a dovedností. Domovy pro seniory také poskytují pomoc při uplatňování práv, zájmů a při obstarávání osobních záležitostí, kdy pomáhají při komunikaci, která vede k uplatňování práv a zájmů.

## Práva a povinnosti obyvatel domova pro seniory
Práva a povinnosti obyvatel domova pro seniory jsou zakotveny v domovním řádu každého domova. Základními údaji v něm jsou: v jaký čas a komu je domov přístupný, místo a čas programů a zda jsou dobrovolné či povinné, kdy má klient volný čas, čas nočního klidu, čas hygieny, jakým způsobem a kdy se projednávají záležitosti ohledně provozu domova, normy ohledně kouření, alkoholu a jiných drog, pravidla ohledně návštěv, způsob oznamování nemocí a nároků na léčbu, jakým způsobem mohou klienti používat věci a zařízení, která mají v domově k dispozici, způsob hrazení případných škod, které způsobí klient, sankce za porušení pravidel a podmínky ohledně opuštění domova.

## Aktivizace seniorů v domově pro seniory
Aktivizačními činnostmi pro seniory v ústavním zařízení rozumíme zejména volnočasové a zájmové činnosti, kontakt s přirozeným sociálním prostředím a procvičování motoriky a upevňování psychických i sociálních schopností.
Aktivizační metody pro seniory jsou například arteterapie, fyzioterapie, muzikoterapie, reminiscence, animoterapie, procvičování paměti, ergoterapie a podobně.

## Formy aktivizace
Individuální aktivizace – jde o aktivity, ve kterých se individuálně věnujeme klientovi. Individuální aktivizace jsou prováděny buď samostatně bez pomoci jiné osoby nebo pouze s její podporou.
Párová aktivizace – probíhá za pomoci dalšího člověka (sociálního pracovníka, partnera, kamaráda atd.) a přispívá k rozvoji mezilidských vztahů a komunikace.
Skupinová aktivizace – tato forma aktivizace probíhá v menších či větších skupinách a přispívá k sociálnímu začleňování jedince.
Komunitní aktivizace – jedná se o aktivity, které pobíhají ve velkých skupinách (např. sportovní akce) a přinášejí pocit sounáležitosti.

## Domovy pro seniory v České republice
V roce 2013 bylo podle Českého statistického úřadu v České republice 491 domovů pro seniory s kapacitou 38 091 míst. Nejčastějším zřizovatelem jsou krajské úřady. Dalšími zřizovateli jsou obecní úřady, církve a jiní zřizovatelé. V roce 2013 bylo celkově v domovech pro seniory 36 598 klientů. Nejvíce klientů je ve Středočeském kraji (4 901) a Moravskoslezském kraji (4 672). Domov pro seniory musí být zapsán v registru poskytovatelů sociálních služeb, který je veden na příslušném krajském úřadě.